# Пасенюк, Леонид Михайлович
Леони́д Миха́йлович Пасеню́к (10 декабря 1926, Великая Цвиля — 26 мая 2018, Краснодар) — советский и российский писатель, заслуженный работник культуры Российской Федерации.

## Биография
Родился 10 декабря 1926 года в селе Великая Цвиля Житомирской области в семье сельских учителей. Окончил семилетку.
В пятнадцать лет попал на фронт под Сталинград, был контужен; освобождал Крым. После окончания войны в составе своей фронтовой 7-й Симферопольской ордена Красного Знамени инженерно-сапёрной бригады строил объекты полигона Капустин Яр — Байконур.
Отслужив в армии восемь лет, работал токарем на Сталинградском тракторном заводе. Участник строительства краснодарской ТЭЦ. Ходил с рыбаками на Чёрном и Азовском морях.
Печатался в журналах: «Огонёк», «Октябрь», «Москва», «Смена», «Молодая гвардия» и в альманахах. В 1954 году вышел первый сборник рассказов «В нашем море».
С 1959 по 1980-е гг. проживал в селе Никольском Алеутского района Камчатской области. Занимался подводной охотой, альпинизмом, собирал редкие минералы. Много дней провёл в путешествиях по отдалённым и неисследованным уголкам СССР: Якутии, Камчатке, Арктики и Чукотке. Тщательные исследования проводил на Командорских островах. Один из мысов на острове Беринга носит имя Л. Пасенюка.
Внёс вклад в исследование истории Русской Америки. Член Русского географического общества.
После путешествий по Дальнему Востоку были изданы книги в жанре путевого повествования «Иду по Командорам», «По Чаун-Чукотке», «Острова на тонкой ножке», «Берег скупого солнца», «Тихое чудо в океане». В 1963 году повесть Л. Пасенюка «Хозяйка Медвежьей речки» была экранизирована на Мосфильме.
С 1956 года член Союза писателей СССР (с 1992 г. — Союза российских писателей). Принимал активное участие в писательских съездах, входил в состав президиума правления Литфонда СССР, был членом правления Кубанского отделения Союза российских писателей.
Автор более 30 книг — повестей, романов, исторических исследований.
Произведения переведены на английский, польский, эстонский и чешский языки.
Проживал в Краснодаре. Умер 26 мая 2018 года.

## Награды и премии
- Орден Дружбы.
- Орден Отечественной войны II степени.
- Медаль «За оборону Сталинграда».
- Медаль «За победу над Германией в Великой Отечественной войне 1941—1945 гг.»
- Заслуженный работник культуры Российской Федерации[3].
- Премия администрации Краснодарского края имени Е. Ф. Степановой (2007).
- Премия имени Бориса Полевого.
- Премия академика Степана Крашенинникова[3].
- Премия имени Георга Стеллера.
- Премия имени Кирилла Россинского.